# Jordbävningen i Yushu 2010
Jordbävningen i Yushu 2010  var en jordbävning som drabbade den autonoma prefekturen Yushu i södra Qinghai-provinsen i Folkrepubliken Kina den 14 april 2010. Jordbävningen inträffade klockan 7.49 lokal tid och uppnådde mellan 6,9 och 7,1 på momentmagnitudskalan.
Enligt den officiella nyhetsbyrån Xinhua avled mer än 2 000 människor, och 10 000 människor skadades i jordbävningen. Epicentrum låg i byn Rima (日玛村/日麻村) i Övre Laxiu (上拉秀乡) landsortskommun 30 km söder om Kyegundo (Gyêgu) i Yushu härad i ett glesbebyggt och fattigt område norr om gränsen till den autonoma regionen Tibet.
11 skolor rapporteras ha störtat samman och 85 procent av byggnaderna i staden Kyegundo har rasat. 
Hela prefekturen Yushu har en befolkning på nära 300 000 invånare (2005) – varav 97 procent är tibetaner – medan häradet Yushu hade 75 500 invånare (1999). De kinesiska myndigheterna i prefekturen har den senaste tiden genomfört en kampanj för att inhägna områden och för att tvinga tibetanska nomader att bosätta sig fast, något som kan ha bidragit till det relativt höga antalet dödsoffer.
Kinas riksväg 214 löper igenom jordbävningsområdet.